# 六郷村 (愛知県西春日井郡)
六郷村（ろくごうむら）は、かつて愛知県西春日井郡にあった村である。
現在の名古屋市北区南東部および東区北東部に該当する。村名の由来は、6つの村が合併して成立したことによる。

## 沿革
江戸時代末期、この地域は尾張国春日井郡であり、尾張藩領、犬山藩領であった。
- 1872年（明治5年）9月29日 - 愛知県区画章程により第三大区第二小区に所属。
- 1876年（明治9年）8月21日 - 愛知県第三区の所属となる。
- 1878年（明治11年）12月20日 - 郡区町村編制法の施行により、春日井郡に戻る。
- 1880年（明治13年）2月5日 - 春日井郡が分割され西春日井郡の所属となる。
- 1884年（明治17年）8月1日
  - 南部の4村（下飯田村、大曾根村、矢田村、大幸村）は鍋屋上野村とともに西春日井郡第5組を構成し、大曾根村字神戸に連合戸長役場が置かれた。
  - 北部の2村（山田村[注釈 1]、上飯田村）は田幡村、東志賀村、西志賀村とともに西春日井郡第3組を構成し、東志賀村に連合戸長役場が置かれた。
- 1889年（明治22年）10月1日 - 町村制施行。大曾根村、大幸村、矢田村、山田村、上飯田村、下飯田村が合併し、六郷村となる。
- 1912年（大正元年）11月 - 村内において株式会社農産銀行が設立される[1]。農産銀行は1922年（大正11年）12月大垣共立銀行に吸収されたため、以降は同行の大曽根支店として存続した[1]。
- 1921年（大正10年）8月22日 - 名古屋市に編入され、名古屋市東区の一部となる。
- 1944年（昭和19年）2月11日 - 北区新設にともない、旧・六郷村のうち概ね中央本線より西側が北区となる。

## 教育
- 村立六郷尋常高等小学校
1873年（明治6年）に大壮義校として創立され、大曽根学校と改称の後、六郷尋常小学校となる。現在の名古屋市立六郷小学校。

## 交通
鉄道
- 中央本線
  - 大曽根駅
- 瀬戸電気鉄道
  - 森下駅・駅前駅・大曽根駅・矢田駅

現在は旧村域に上飯田駅があるが、開業は名古屋市へ編入後の1931年（昭和6年）である。

## 神社・仏閣
- 六所社
- 片山八幡神社
- 山田天満宮

## 名所
- 大曽根御屋敷（尾張藩二代藩主徳川光友の隠居所。1945年の名古屋大空襲で焼失。現・徳川園）